# Peirafuec
Peirafuec (en francès Pierrefeu) és un municipi francès situat al departament dels Alps Marítims i a la regió de Provença – Alps – Costa Blava.

## Demografia
| 1962                                       | 1968 | 1975 | 1982 | 1990 | 1999 | 2006 |
| ------------------------------------------ | ---- | ---- | ---- | ---- | ---- | ---- |
| 59                                         | 79   | 58   | 114  | 207  | 243  | 252  |
| Des de 1962: població sense dobles comptes |      |      |      |      |      |      |

## Administració
| Període            | Identitat         | Partit |
| ------------------ | ----------------- | ------ |
| 1977-2002          | Marc Castel       | PCF    |
| 2003 (gener-agost) | Jean Paul Albert  |        |
| 2003-              | Jean-Louis Brelle |        |